# 中国人民解放军火箭军疾病预防控制中心
中国人民解放军火箭军疾病预防控制中心，位于北京市，隶属中国人民解放军火箭军后勤部。

## 简介
前身组建于1980年12月，隶属中国人民解放军第二炮兵后勤部。2014年3月更名为中国人民解放军第二炮兵疾病预防控制中心。平时承担中国人民解放军第二炮兵核与推进剂卫生防护、坑道卫生防护、卫生监督监测、疾病防控、媒介生物防治、健康教育与心理卫生服务、突发公共事件应急处置等卫生防护防疫服务保障任务，战时担负卫生防护防疫应急支援保障任务。
2016年，在深化国防和军队改革中，改称中国人民解放军火箭军疾病预防控制中心，隶属中国人民解放军火箭军后勤部。

## 历任领导
中国人民解放军第二炮兵疾病预防控制中心
| 主任 - 廖远祥（2014年—2016年） | 政治委员 |

中国人民解放军火箭军疾病预防控制中心
| 主任 | 政治委员 |